# Neocondeellum chrysalis
Neocondeellum chrysalis är en urinsektsart som först beskrevs av Imadaté och Yin 1979.  Neocondeellum chrysalis ingår i släktet Neocondeellum och familjen Protentomidae. Inga underarter finns listade i Catalogue of Life.